# Bundesstraße 413
Pour les articles homonymes, voir B413 et Route 413.
La Bundesstraße 413 est une Bundesstraße du Land de Rhénanie-Palatinat.

## Géographie

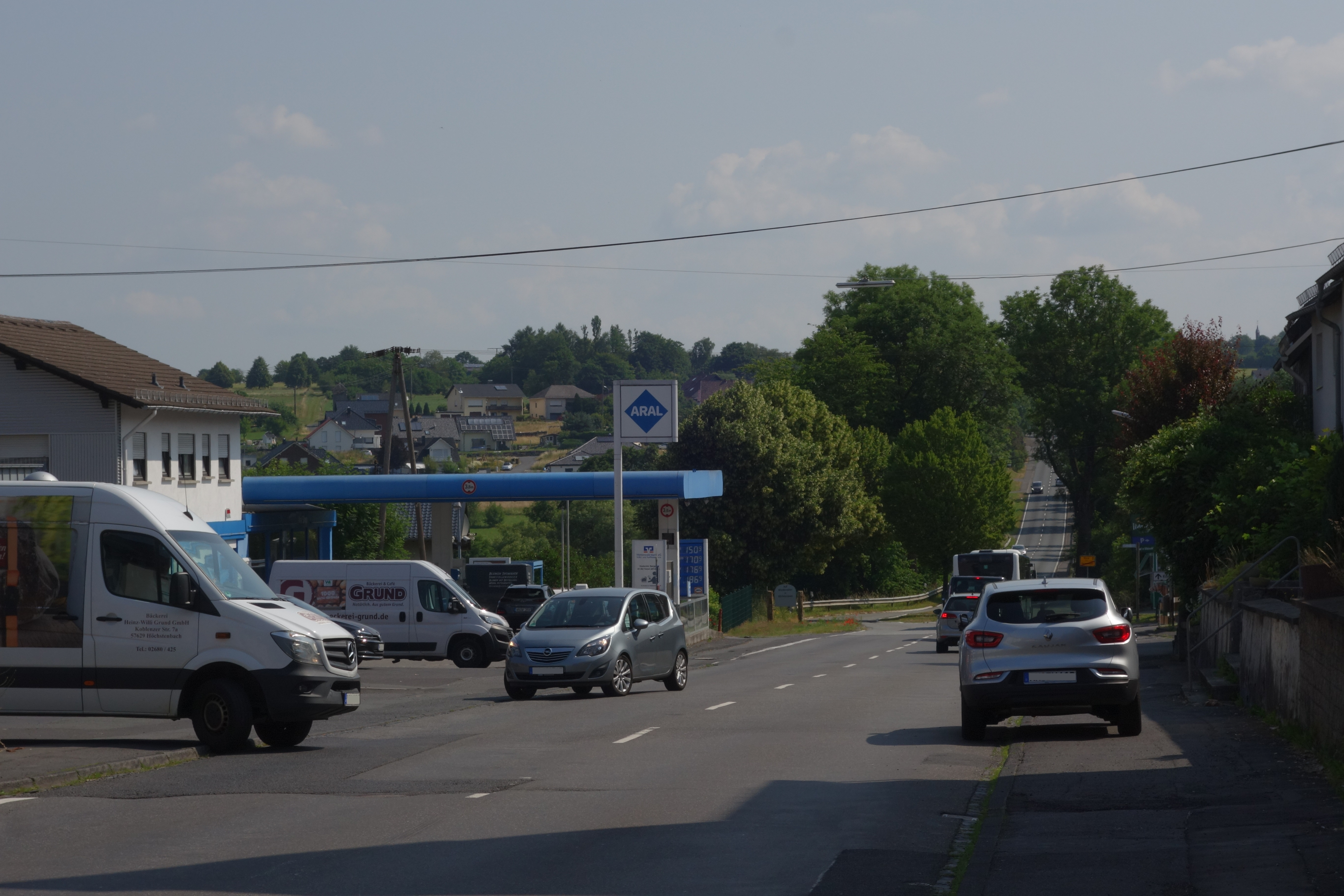
B 413 à la périphérie est de Höchstenbach en direction de Wied

La Bundesstraße 413 mène de la B 42 à Bendorf vers Hachenburg, où elle rejoint la B 414.
La B 413 traverse le centre-ville de Bendorf et le quartier de Sayn puis longe la Sayn jusqu'à Isenburg et traverse le Westerwald. La Bundesstraße mène par Höchstenbach, Wied et Merkelbach à Hachenburg, où elle rejoint la B 414 derrière la ville. Une rocade est construite à l'ouest de la ville pour permettre au trafic de transit de contourner la ville.

## Source
- (de) Cet article est partiellement ou en totalité issu de l’article de Wikipédia en allemand intitulé « Bundesstraße 413 » (voir la liste des auteurs).

1. ↑  (de) « Die Bundes- und Reichsstraßen in Deutschland - Nr. ab 399 » [archive du 15 octobre 2008], sur home.arcor.de (consulté le 18 juillet 2025)